# Right Thurr
Right Thurr (englisch etwa für „Genau da“) ist ein Lied des US-amerikanischen Rappers Chingy. Der Song wurde am 8. April 2003 als erste Single aus seinem Debütalbum Jackpot veröffentlicht.

## Inhalt
Right Thurr ist ein Clubsong, der von Chingy aus der Perspektive des lyrischen Ichs gerappt wird und textlich vorrangig auf die Tanzbewegungen und Körper von Frauen eingeht. So beschreibt der Rapper, wie er mit Frauen im Club flirtet und tanzt und von ihren Körperbewegungen angetan ist, wobei er sich vor allem auf ihre Hinterteile und Hüften bezieht und verschiedene sexuelle Anspielungen macht.

“I like the way you do that right thurr (Right thurr)

Switch your hips when you’re walkin’, let down your hurr (Down your hurr)

I like the way you do that right thurr (Right thurr)

Lick your lips when you’re talkin’, that make me sturr (Make me sturr)”

## Produktion
Das Lied wurde von dem US-amerikanischen Musikproduzenten-Duo The Trak Starz, bestehend aus Alonzo Lee und Shamar Daugherty, produziert. Beide fungierten neben Chingy auch als Autoren.

## Musikvideo
Bei dem zu Right Thurr in St. Louis gedrehten Musikvideo führte der dominikanische Regisseur Jessy Terrero Regie. Zu Beginn sitzt Chingy mit seinen Freunden auf der Veranda eines Hauses und schaut vorbeilaufenden Frauen hinterher. Wenig später steht er auf und macht den Frauen Komplimente, die sich vor allem auf ihre Hinterteile beziehen. Anschließend wechselt die Szenerie in einen Club, wo DJ Quik auflegt und Chingy den Song rappt, während neben ihm zahlreiche Frauen tanzen. Kurz darauf sitzt er im Club auf einem Sofa und wirft mit Geld um sich, während vor ihm Frauen in knappen Bikinis tanzen und twerken. Dabei stecken der Rapper und sein Gefolge den Frauen auch Geldscheine in die Slips oder klatschen auf deren Hintern. Später ist Chingy in einem Diner zu sehen, wo die Kellnerinnen aufreizend tanzen. Am Ende wird das nächtliche Stadtbild von St. Louis mit dem Gateway Arch National Park gezeigt. Die Rapper Ludacris, Murphy Lee und 2 Chainz haben Cameoauftritte im Video. In der zensierten Version wurden die Szenen mit den leichtbekleideten Frauen, die twerken und Geld zugesteckt bekommen, durch normale Tanzszenen im Club ersetzt.

## Single

### Covergestaltung
Das Singlecover zeigt Chingy, der ein rotes Trikot mit der Aufschrift St. Louis und der Nummer 13 sowie eine blaue Jeansjacke trägt. Er blickt den Betrachter an und lehnt sich gegen ein Auto. Links im Bild befinden sich die Schriftzüge Chingy in Rot und Right Thurr in Weiß. Im Hintergrund ist eine dunkle Mauer mit weißen Graffiti zu sehen.

### Titellisten
Single 1
1. Right Thurr – 3:36
2. Mobb wit Me – 3:46

Single 2
1. Right Thurr (Single Edit) – 3:36
2. Right Thurr (Remix feat. Jermaine Dupri & Trina) – 3:39

Maxi
1. Right Thurr – 3:36
2. Mobb wit Me – 3:46
3. Right Thurr (Video) – 3:59

### Chartplatzierungen
Right Thurr stieg am 1. September 2003 auf Platz 42 in die deutschen Singlecharts ein und belegte in den folgenden Wochen die Ränge 49 und 47. Insgesamt war der Song neun Wochen in den Top 100 vertreten. Erfolgreicher war die Single mit Position eins in Neuseeland, Platz zwei in den Vereinigten Staaten und Rang sechs in Australien.
| ChartsChartplatzierungen       | Höchstplatzierung | Wochen |
| ------------------------------ | ----------------- | ------ |
| Deutschland (GfK)              | 42 (9 Wo.)        | 9      |
| Schweiz (IFPI)                 | 25 (12 Wo.)       | 12     |
| Vereinigte Staaten (Billboard) | 2 (33 Wo.)        | 33     |
| Vereinigtes Königreich (OCC)   | 17 (5 Wo.)        | 5      |

| ChartsJahrescharts (2003)      | Platzierung |
| ------------------------------ | ----------- |
| Vereinigte Staaten (Billboard) | 7           |

| ChartsJahrescharts (2000–2009) | Platzierung |
| ------------------------------ | ----------- |
| Vereinigte Staaten (Billboard) | 72          |

### Auszeichnungen für Musikverkäufe
Right Thurr erhielt noch im Erscheinungsjahr in Australien für mehr als 35.000 verkaufte Einheiten eine Goldene Schallplatte. Bei den Billboard Music Awards 2003 gewann der Song die Auszeichnung in der Kategorie Rhythmic Top 40 Title of the Year.

| Land/Region       | Auszeichnungen für Musikverkäufe (Land/Region, Auszeichnung, Verkäufe) | Verkäufe |
| ----------------- | ---------------------------------------------------------------------- | -------- |
| Australien (ARIA) | Gold                                                                   | 35.000   |
| Kanada (MC)       | Gold                                                                   | 5.000    |
| Neuseeland (RMNZ) | Gold                                                                   | 5.000    |
| Insgesamt         | 3× Gold ·                                                              | 45.000   |

## Remix
Im gleichen Jahr wurde ein offizieller Remix des Songs veröffentlicht, zu dem ebenfalls ein Musikvideo gedreht wurde. Auf dem Remix, der auch auf Chingys Album Jackpot enthalten ist, haben die Rapperin Trina und der Rapper Jermaine Dupri Gastbeiträge.